# Сара Ашурбейлі
Сара Балабек кизи Ашурбейлі (азерб. Sara Balabəy qızı Aşurbəyli; 27 січня 1906 року, Баку — 17 липня 2001 року, Баку) — радянський і азербайджанський історик, доктор історичних наук, старший науковий співробітник Інституту історії Академії наук Азербайджанської РСР, лауреат Державної премії Азербайджанської РСР, член Спілки художників Азербайджану.

## Життєпис
| |  |
| Будинок в Баку, в якому народилася і жила Сара Ашурбейлі та світлина Сари Ашурбейлі в дитинстві в циганському костюмі |  |

Сара Ашурбейлі народилася 27 січня 1906 року в Баку в родині нафтопромисловця і мецената Балабека Ашурбекова і його дружини Ісмет-ханим. Належала до роду Ашурбекових, що походять з тюркського племені афшарів. Після встановлення радянської влади в Азербайджані сім'я Сари емігрувала до Туреччини. У Стамбулі Сара Ашурбейлі навчалася у французькому коледжі імені Жанни д'Арк. Під час Нової економічної політики в СРСР її родина повернулася до радянського Азербайджану. Тут її батька заарештували і вислали до Караганди. 25 березня 1937 року він був заарештований УНКВС по Карагандинській області та 13 серпня того ж року засуджений трійкою до вищої міри покарання за статтею 58-10 Кримінального кодексу РРФСР.
У 1941 році Сара Ашурбейлі закінчила Художнє училище імені А. Азімзаде і працювала в роки німецько-радянської війни художником-декоратором в Азербайджанському драматичному театрі. Її дипломна робота називалася «Натюрморт» (Х.м. 96x77). Це ранній твір зберігається в особистій колекції автора. В даному зібранні привертають увагу ще дві картини — «Палац шекинських ханів» і «Озеро Гьой-Гель». У Національному Музей історії Азербайджану зберігається чудова робота, виконана пензлем Сарою ханум — «Озеро Гьойгьоль», яке є одним з найбільших озер і найкрасивіших куточків природи Азербайджану.
Скільки ж праці вклала авторка у цей дивовижний краєвид. На дзеркальній поверхні блакитного озера відбивається соковита гірська рослинність і небосхил по якому пливуть хмари. Даний твір під назвою «Гейгьоль» є найбільшим форматом, серед згаданих картин Сари ханум разм. 96х200 см. Дана картина була передана до музею в 1956 році.
У жовтні 1942 року заарештували чоловіка Сари Ашурбейлі — Бахрама Гусейн-заде. Його засудили до розстрілу за тим же обвинуваченням, що і Балабека Ашурбекова, але в 1943 році розстріл було замінено 10 роками позбавлення волі.
Сара Ашурбейлі закінчила історико-філологічне відділення факультету сходознавства Азербайджанського державного університету. Але довгий час через своє походження вона не могла влаштуватися на роботу за фахом. За цей час вона встигла попрацювати вчителькою в середній школі, художником-декоратором в театрі, викладачем іноземних мов у Азербайджанській консерваторії. В цей час вона написала кандидатську дисертацію, яку успішно захистила у Ленінградському інституті сходознавства в 1949 році.
м
У 1956 році за сприяння Самеда Вургуна, який був віце-президентом Академії наук, Сарі Ашурбейлі вдалося влаштуватися на роботу за фахом. Вона обійняла посаду завідувача відділу середніх віків Музею історії Азербайджану, де вона пропрацювала до 1958 року. Також Сара Ашурбейлі змогла в повній мірі реалізувати себе як історик.
У 1964 році Сара Ашурбейли захистила докторську дисертацію в Інституті історії Академії наук Грузії. Спочатку вона влаштувалася до Музею історії Азербайджану завідувачем відділу азербайджанській історії середніх віків, а потім працювала в Інституті сходознавства Академії наук Азербайджанської РСР головним науковим співробітником, вченим секретарем, старшим науковим співробітником, провідним науковим співробітником в Інституті історії. З 1993 року і до кінця життя Сара Ашурбейлі працювала старшим науковим співробітником інституту археології та етнографії Академії наук Азербайджану. Сара Ашурбейлі написала близько ста статей на історичну тематику для Азербайджанської енциклопедії.

## Наукові праці
- «Сеяхат- наме» Эвлия Челеби как источник по изучению социально-экономической и политической истории городов Азербайджана в первой половине XVII века. — М.: «Восточная литература», 1960. — 12 с.
- Очерки истории средневекового Баку (VIII — начало XIX в.). — Баку: Изд-во АН Азербайджанской СССР, 1964. — 333 с.
- Государство Ширваншахов (VI—XVI вв.). — Баку: Элм, 1983. — 341 с.
- Экономические и культурные связи Азербайджана с Индией в средние века. — Баку: Элм, 1990. — 149 с.
- История города Баку. — Баку: Азернешр, 1992. — 408 с. — ISBN 5-552-00479-5.

### Статті
- Из истории Баку. Материалы декабрьской (1944) сессии // Известия Азербайджанского филиала Академии наук СССР. — 1945. — № 1. — С. 76—77.
- Об истории сураханского храма огнепоклонников // Памятники архитектуры Азербайджана. Сборник материалов. — М.-Б., 1946. — 43-54 с.
- Баку XVI—XVIII вв. по описаниям путешественников // Известия Академии наук Азербайджанской ССР. — 1947. — Вып. 1. — № 1. — С. 63—72.
- Скульптура Азербайджана древнего периода и в период средневековья // Труды Музея истории Азербайджана. — Баку, 1956. — Т. I. — С. 61-109.
- О названии города Баку // Доклады Академии наук Азербайджанской ССР. — 1958. — Т. XIV, вып. 9. — С. 735—740.
- Абд-ар- Рашид Бакуви — азербайджанский учёный-географ начала XV в. // Известия Академии наук Азербайджанской ССР. — 1958. — № 5.
- Некоторые материалы по искусству Азербайджана XVI в. // Учёные записки Института востоковедения Академии наук Азербайджанской ССР. — Баку, 1959. — № 1.
- О датировке возникновения города Баку // Доклады Академии наук Азербайджанской ССР. — 1961. — Т. XVII, № 3. — С. 252—258.
- Топонимика Апшерона в связи с вопросом этногенеза азербайджанцев // Известия Академии наук Азербайджанской ССР. История, философия и право. — 1967. — № 2. — С. 54-67.
- О датировке и назначении Гыз-галасы в крепости Баку // Известия Академии наук Азербайджанской ССР. История, философия и право. — 1974. — № 3. — С. 39-40.

### Переклади
- В. Ф. Минорский. «История Ширвана и Дербенда.» Кембридж, 1958 год — редакторка російського перекладу з англійської
- Абд ар Рашид Бакуви. «Тальхисад асар ва аджаиб малик ал наххар», видання Париж, 1789 год — переклад з французької російською.
- Маршалл фон Биберштейн. «Описание провинций, расположенных на левом берегу Каспийского моря между реками Терек и Кура.» Санкт Петербург 1789 — переклад з французької російською.

## Критика
Російський історик Віктор Шнірельман критикував Сару Ашурбейлі за її твердження про нібито проживання на території Азербайджану якихось тюрків ще в догунськую епоху. Незважаючи на загальноприйнятий у світовій науці дату масової тюркизації Азербайджану лише з XI—XIII століть, Ашурбейлі стверджувала про такі процеси вже в VI—VIII століттях. Вона писала про нібито поширення тюркської мови серед кавказьких албаців вже у ранньому середньовіччі.
Сара Ашурбейлі оголосила кам'яні статуї коней і баранів на середньовічних кладовищах Коро-Аракського межиріччя споконвічно тюркською традицією, протестуючи проти російських фахівців, які писали про зв'язки цих пам'яток з вірменською культурою.
Вірменський радянський історик Бабкен Аракелян у своїй рецензії (1967) до роботи Сари Ашурбейлі «Нарис історії середньовічної Баку (VIII—початок XIX ст.)» (Баку, 1964) писав, що авторка використала цінні відомості про архітектурні пам'ятки XI—XV століть у Баку і його околицях, цінні відомості з арабських джерел про видобуток нафти і солі в цьому регіоні, вдало охарактеризувала хід історичних доль Ширвана і Баку, повідомляла багато відомостей про розвиток ремесел та майстрів того періоду.
Тюрколог Ахмед Джафероглу, даючи рецензію (1971) до даної роботи, зазначав, що Сара Ашурбейлі, з 1946 року займалася вивченням історії Азербайджану, з широким колом наукових інтересів і прагнень підійшла до опису історії міста Баку, спираючись на існуючі ресурси та матеріали.

## Нагороди
- Лауреат державної премії Азербайджану.
- Орден «Слава».
- Премія імені Аббаскулі Бакіханова.
- Національна премія імені Гаджі Тагієва.
- Орден Дружби народів.
- Звання «Заслужений діяч науки».
- «Жінка року» (1998).